# 초 약오
초 약오(楚 若敖, ? ~ 기원전 764년)는 중국 초나라의 제14대 군주(재위: 기원전 790년 ~ 기원전 764년)이다. 이름은 의(儀)이다. 웅악의 아들이다. 아들인 소오가 뒤를 이었다.
| 전 임 아버지 웅악 | 제14대 초나라의 군주 기원전 790년 ~ 기원전 764년 | 후 임 아들 소오 웅감 |